# Петро зі Львова (жемайтський єпископ)
Петро (лат. Petrus capellanus; Petrus de Lomberk presbyter Leopoliensis; Petrus de Lambork, electus terre Samaitarum) — монах-домініканин зі Львова, мабуть, німецького походження. Капелан та сповідник литовсько-руського великого князя Свидригайла Ольгердовича.         
За дорученням господаря він у 1434 році навідав з посольством імператора Сигізмунда Люксембурзького, відтак Базельський собор і зрештою Флоренцію, де 20 вересня папа Євгеній IV настановив його єпископом жемайтським (щоправда, титулярним, оскільки в тогочасній династичній війні жмудини підтримували Свидригайлового суперника). Темою обговорень із понтифіком стало, зокрема, питання унії Київської митрополії та римо-католицької церкви. У своїх листах Євгеній возносив хвалу намірам митрополита Герасима прилучитись до Апостольської столиці й особисто зложити послушенство в Римі, порадивши скликати якомога хутчіше собор владик та духовенства для вповноваження його на це.    
Згодом Петро супроводжував свого сюзерена в поході на Литву, під час якого 23 серпня 1435 р. звернувся із табору в Завілейській землі до жемайтських вельмож, закликавши тих добровільно прийняти його й молодшого Ольгердовича. Втім, поразка під Вількомиром поклала край цьому задуму. Востаннє церковник згадується у травні 1436 як посол Свидригайла до лівонського магістра.   

## Коментар
1. ↑  Сам лист таки дійшов до адресатів, 1841 р. його спроміж паперів віленської капітули знайшов Мамерт Гербурт[5].